# Hymenoepimecis
Hymenoepimecis (лат.) (от др.-греч. ὑμενο- +ἐπιμήκης, «с удлинённой перепонкой») — род мелких перепончатокрылых наездников подсемейства Pimplinae (=Ephialtinae) из семейства Ichneumonidae (Hymenoptera). Неотропика: Центральная и Южная Америка.

## Описание
Мелкого и среднего размера перепончатокрылые насекомые. Длина переднего крыла 6—14 мм. Нижнечелюстные щупики 5-члениковые, нижнегубные щупики состоят из 4 сегментов (формула 5,4). Коготки самцов простые, а у самок с небольшой лопастью. Крылья затемнённые. Паразитирует на пауках.
- Hymenoepimecis argyraphaga Gauld, 2000[1]
- Hymenoepimecis atriceps (Cresson, 1865)[3]
- Hymenoepimecis bicolor (Brulle, 1846)[4]
- Hymenoepimecis cameroni Townes, 1966[5]
- Hymenoepimecis heidyae Gauld, 1991[6]
- Hymenoepimecis heteropus (Kriechbaumer, 1890)[7]
- Hymenoepimecis neotropica (Brues & Richardson, 1913)[8]
- Hymenoepimecis robertsae Gauld, 1991[6]
- Hymenoepimecis tedfordi Gauld, 1991[6]